# Acqua e Sapone Calcio a 5 2019-2020
La voce raccoglie i dati riguardanti l'Acqua e Sapone Calcio a 5, squadra di calcio a 5 militante in serie A, nelle competizioni ufficiali del 2019-2020.

## Trasferimenti

### Sessione estiva
| Guilherme Gaio     | Fundão     |
| Carlo Houenou      | Arzignano  |
| Douglas Nicolodi   | Real Rieti |
| Francesco Mambella | Tombesi    |
| Eduardo Farias     | Joaçaba    |
| Jesulito           | Napoli     |
| William Rocha      | Mantova    |
| Carlo Houenou      | Arzignano  |

| Lukaian Baptista  | Cartagena   |
| Mirco Casassa     | Latina      |
| Leandro Cuzzolino | Levante     |
| Marco Ercolessi   | Feldi Eboli |
| Luan Fiuza        | Feldi Eboli |
| Gabriel Lima      | Chonburi    |
| Júlio De Oliveira | Italservice |
| Altre operazioni  |             |
| Rafael Redivo     | Halle-Gooik |

### Sessione invernale
| Fabinho | Pescara |

| Carlo Houenou | Pescara |

## Prima squadra
| N° | Naz.                 | Ruolo | Sportivo             | Anno       |  |  |
| -- | -------------------- | ----- | -------------------- | ---------- |  |  |
| 1  | Italia (bandiera)    | POR   | Stefano Mammarella   | 02.02.1984 |  |  |
| 3  | Italia (bandiera)    | PIV   | Carlo Houenou        | 31.08.1996 |  |  |
| 4  | Italia (bandiera)    | LAT   | Francesco Patricelli | 22.05.1998 |  |  |
| 7  | Argentina (bandiera) | LAT   | Leandro Liviero      | 12.09.1999 |  |  |
| 8  | Italia (bandiera)    | DIF   | Murilo Ferreira      | 10.03.1989 |  |  |
| 9  | Italia (bandiera)    | UNI   | Fabricio Calderolli  | 22.01.1986 |  |  |
| 10 | Spagna (bandiera)    | UNI   | Jesulito             | 21.11.1989 |  |  |
| 11 | Brasile (bandiera)   | PIV   | Guilherme Gaio       | 04.11.1991 |  |  |
| 12 | Italia (bandiera)    | POR   | Francesco Mambella   | 09.07.1996 |  |  |
| 18 | Italia (bandiera)    | LAT   | Wellington Coco      | 20.01.1988 |  |  |
| 19 | Argentina (bandiera) | DIF   | Luciano Avellino     | 12.12.1988 |  |  |
| 20 | Italia (bandiera)    | LAT   | Jonas                | 24.05.1984 |  |  |
| 21 | Italia (bandiera)    | LAT   | Douglas Nicolodi     | 09.06.1988 |  |  |
| 25 | Brasile (bandiera)   | LAT   | William Rocha        | 28.01.1998 |  |  |
| 29 | Brasile (bandiera)   | PIV   | Fabinho              | 17.03.1990 |  |  |
| 30 | Brasile (bandiera)   | DIF   | Eduardo Farias       | 08.07.1996 |  |  |

## Under-19
| N° | Naz.              | Ruolo | Sportivo          | Anno       |  |  |
| -- | ----------------- | ----- | ----------------- | ---------- |  |  |
| 5  | Italia (bandiera) | LAT   | Yari Onnembo      | 07.06.2002 |  |  |
| 6  | Italia (bandiera) | PIV   | Danilo Marrazzo   | 09.09.2001 |  |  |
| 16 | Italia (bandiera) | POR   | Alessandro Fior   | 26.04.2001 |  |  |
| 16 | Italia (bandiera) | PIV   | Filippo Lupinetti | 10.09.2001 |  |  |